# Наум Чилев
 Наум Периклиев Чилев е български учен, филолог.

## Биография
Наум Чилев е роден в 1890 година в Крушево, тогава в Османската империя, днес в Северна Македония, в семейството на Перикли Чилев. 
В 1912 година му е отпусната стипедия от фонда „Петър H. Кермекчиев – за народно образование“ към Министерството на народното просвещение за следване в Рим. Завършва право в Римския университет.
Участва в Първата световна война като офицерски кандидат в Единадесета пехотна македонска дивизия. Награден е с орден „За храброст“, IV степен.
Преподава италиански език в Софийския университет. След Деветосептемврийския преврат в 1944 година обвинява свои колеги във фашистка дейност. Заедно с Христо Негенцов и Владимир Георгиев през октомври 1944 година подписва „Предложение за уволнение на преподаватели, обвинени във фашистка дейност“, в което са имената на професорите Богдан Филов, Борис Йоцов, Михаил Арнаудов, Иван Дуйчев, Веселин Бешевлиев, Димитър Яранов, Константин Гълъбов и Жана Николова.
Умира в 1959 година.